# Тамароа (Илиноис)
Тамароа (енгл. Tamaroa) град је у америчкој савезној држави Илиноис.

## Демографија
По попису из 2010. године број становника је 638, што је 102 (-13,8%) становника мање него 2000. године.
| Група             | 2000.       | 2010.       |
| Белци             | 721 (97,4%) | 624 (97,8%) |
| Афроамериканци    | 1 (0,1%)    | 3 (0,5%)    |
| Азијати           | 3 (0,4%)    | 1 (0,2%)    |
| Хиспаноамериканци | 4 (0,5%)    | 7 (1,1%)    |
| Укупно            | 740         | 638         |